# Композитор Бородин (пароход)
Компози́тор Бороди́н — российский и советский грузо-пассажирский речной пароход со стальным корпусом. Пароход был спущен на воду в 1905 году и назывался «Чистополец». В 1913 году судно было переименовано в «Иван Сусанин», в 1918 в «Композитор Бородин», а во время Сталинградской битвы пароход был переоборудован в санитарно-транспортное судно и назывался СТС-56. 24 августа 1942 года в нескольких километрах севернее Сталинграда госпитальное судно «Композитор Бородин» было потоплено артиллерийским огнём, при этом погибло около 400 человек.

## Описание судна
Длина корпуса парохода составляла 68,88 метра, расчётная ширина 7,92 метра, ширина по кожухам гребных колёс была 16,10 метра; высота борта 2,67 метра. Осадка парохода порожняком была 0,71 метра, а в грузу 1,42 метра. Поперечный метацентрический радиус судна был 3,22 метра. Водоизмещение «Чистопольца» порожняком составляло 304,8 тонн, с грузом 621,2 тонн, водоизмещение на 1 сантиметр осадки 4,45 тонн. Дедвейт судна 316,4 тонн при 2,46 тонн провизии на трое суток. Грузоподъёмность «Чистопольца» в 1906 году составляла 256 тонн, а валовая вместимость 2000 регистровых тонн.
Пассажировместимость в 1906 году складывалась из пассажиров I-го класса (24 человек), пассажиров II-го класса (37 человек), пассажиров III-го класса (450 человек) и суммарно составляла 511 человек. При этом экипаж судна составлял 35 человек.
Корпус был изготовлен из стальных элементов соединённых клёпкой. Набор поперечный с шестью переборками. Главная палуба и двухдечная надстройка с рубкой были сделаны из древесины.
Двигатель был изготовлен в 1905 году на Воткинском заводе Сарапульского уезда. Двигатель представлял собой наклонную паровую компаунд-машину с инжектором и холодильником. При постройке мощность машины составляла 400 и.л. с. Диаметр I-го цилиндра был 533 мм, диаметр II-го цилиндра — 965 мм. Ход поршня составлял 1067 мм. На пароходе было два паровых пролётных котла с поверхностью нагрева 2 х 98,5 м² и давление 10,7 кГ/см². Топливом котлов мог быть как мазут так и сырая нефть; расход топлива 336 кг в час. Пароход «Чистополец» был колёсным: два бортовых колеса могли вращаться со скоростью до 36 оборотов в минуту, разгоняя судно до 15 километров в час. Колёса были системы «Моргана» с диаметрами наружного обода 4400 мм и внутреннего 2700 мм, каждое колесо имело девять плиц.
На борту судна работала электростанция. Пародинамо развивало мощность 6,25 кВт при напряжении бортовой сети 115 В.
Судно было оборудовано противопожарными и спасательными средствами. На борту был пожарный насос «Вортингтон» с производительностью 37 м³ в час. Кроме пожарного насоса на борту присутствовал аналогичный осушительный насос. Спасательные средства состояли из спасательных кругов и поясов, а также одной деревянной вёсельной шлюпки, размещённой на корме и перемещаемой ручными талями.
Номер по списку МПС 4914, регистровый номер 922 (2310).

## История судна
Товаро-пассажирское судно «Чистополец» было построено в 1905 году на Воткинском заводе Сарапульского уезда. Пароход был первым в серии, в которую входили «Нижегородец» (списан в 1960 году) и «Казанец» (списан в 1958 году).
Судно создавалось для работы на реках Волга и Кама на линиях Нижний Новгород — Пермь, Нижний Новгород — Рыбинск, Нижний Новгород — Астрахань. В советское время судно предназначалось для перевозки пассажиров и грузов по водоемам класса «О». Пароход имел регистровый номер 68 и номер свидетельства 2310.
Первым владельцем парохода была нижегородская компания «Надежда», принадлежавшая О. П. Карповой. В 1913 году у парохода появился новый владелец, царицынское Пароходное общество «Русь», и новое имя «Иван Сусанин». На пароходе «Иван Сусанин» начинал свою судовую службу Фёдор Герасимович Сафьеров, погибший на Волге в 1942 году вместе с пароходом «Пётр Чайковский», на котором он был капитаном, от взрыва немецкой донной мины. В 1915 году капитаном парохода был А. П. Кабанов.
В 1918 году пароход был переименован в «Композитор Бородин». В 1932 году судно прошло капитальный ремонт на заводе имени Жданова в Ленинграде.

## Великая Отечественная война
По мере приближения немецких войск к Сталинграду Волга стала превращаться в важнейший путь эвакуации. 65 пассажирских судов и 33 баржи были превращены в санитарные транспорты. Среди них пароходы «Гончаров», «Память Шмелева», «В. Хользунов», «Гражданка», «Бриллиант», «Полина Осипенко», а также суда и катера пригородного сообщения и специально переоборудованные баржи. В июле-августе 1942 года из Сталинграда по Волге были эвакуированы 31 госпиталь, 23 детских учреждения. Из Камышина на левый (восточный) берег Волги ежесуточно эвакуировалось до трёх тысяч раненых.
Пароход «Композитор Бородин» весной 1942 года был причислен к Главному военно-санитарному управлению РККА и стал называться СТС-56 (санитарно-транспортное судно № 56). Судовая команда была дополнена медперсоналом. Начальником санитарного транспорта была назначена Клавдия Ивановна Горшкова, а капитаном Дмитрий Фёдорович Чевес. Получив новое имя пароход был перекрашен в серый цвет и одновременно надстройка замаскирована под кустарник. В случае нападения на судно оно приставало к лесистому берегу, надеясь слиться с береговой растительностью, и гасило топки. Такая маскировка была хороша для тёмного времени суток, но не днём. Во время Сталинградской битвы СТС-56 было прикреплено к фронтовому эвакогоспиталю № 6 Сталинградского фронта.
Среди медицинского персонала, работавшего на СТС-56, проходила службу Галина Евгеньевна Волянская, позже ставшая известной писательницей под псевдонимом Николаева.
В конце июля 1942 года, «Композитор Бородин» с ранеными на борту вышел в рейс в Астрахань. Поздним вечером 28 июля в 50 километрах от пункта назначения, в районе села Сероглазовки пароход подвергся воздушной атаке. Бомбометание было не точным, но пулемётный огонь привёл к появлению убитых и раненых на борту. Капитан и начальник СТС приняли решение пристать к берегу, чтобы в наступающей темноте слиться с берегом. При угрозе возникновения пожара на борту, было решено выводить раненых с парохода на берег и пытаться укрыться в складках местности. Часть медперсонала осталась на борту с нетранспортабельными тяжело ранеными. Среди оставшихся была и Г. Е. Волянская. По воспоминаниям младшего лейтенанта Алексея Сухотина, Галина Евгеньевна отдала свой спасательный пояс раненому и вместе с медсёстрами оставалась на борту до утра оказывая медицинскую помощь раненым. По счастливой случайности Галины Евгеньевны не было на борту «Композитора Бородина» в день гибели судна: по приказу она пересела на встречный транспорт.

## Обстоятельства гибели
В ночь с 23 на 24 августа госпитальное судно СТС-56 приняло на борт 700 человек раненых, но отправилось в Камышин только во второй половине дня. Накануне XIV танковый корпус вермахта, совершив 60-километровый бросок, вышел к Волге. Пройдя 35 километров вверх по реке и выйдя в район Латошинского садика, судно попало под огонь немецких частей.
По воспоминаниям Лидии Васильевны Лазаревой, служившей младшим штурманом на теплоходе «Карл Маркс», одним из первых выстрелов был оторван руль парохода, потом было попадание в топливную цистерну и судно загорелось. По приказанию капитана Д. Ф. Чевеса команда стала тушить пожар, но пламя быстро охватило деревянную надстройку, а затем и ходовую рубку. Пароход с заклинившим рулевым механизмом совершил эволюцию вправо, в сторону Ахтубинского осерёдка. Пароход накренился и примерно в пятидесяти метрах от берега сел на мель на глубине «по пояс».
В результате обстрела и последующего пожара погибло около 400 человек из числа пассажиров. Из 28 членов экипажа 8 человек были ранены, один убит и 5 человек пропали без вести.
Часть пассажиров смогли добраться до правого (западного) оккупированного берега Волги и попали в плен. Вскоре они были освобождены бойцами батальона морской пехоты Волжской флотилии из группы Горохова, которая вела ожесточённые бои в этом районе.
Волгоградская исследовательница Д. Г. Вразова в своей работе «Морская гвардия Сталинграда» отмечает, что во время гибели парохода «Композитор Бородин» в районе трагедии вела активные боевые действия канонерская лодка «Усыскин», обстреливая противника в районе посёлка Рыно́к, но помощи гибнущему судну оказано не было.

## После Сталинградской битвы
По окончании Сталинградской битвы было проведено обследование судна для выявления механизмов, которые можно было бы использовать. В акте обследования описывалось состояние судна: «Находится приверх Ахтубы (Ахтубинский перекат). Затонул. Палуба и надстройка сгорели. Корпус имеет 2 перелома. Слой песка внутри судна около 2 м. Основные разрушения в носовой части. Способ подъёма — заделка пробоин и откачка воды. Предполагается использование для восстановления флота котлов, механизмов и гребных колес…» Сейчас место гибели парохода «Композитор Бородин» находится на дне Волгоградского водохранилища недалеко от Волжской ГЭС.

## Память
Имя механика парохода «Композитор Бородин» Семёна Петровича Харитонова присвоено танкеру проекта 19614, тип «Нижний Новгород» (строительный номер 25). Судно построено на ОАО «Завод „Красное Сормово“» для компании «В. Ф. Танкер» и спущено на воду 30 сентября 2011 года (построено 25 октября 2011 года).

## Отражение в искусстве
Гибель парохода «Композитор Бородин» послужила основой для двух прозаических произведений Г. Е. Николаевой («Гибель командарма» и «Врач Бахирева») и нескольких стихотворений.